# Symphonie no 8 de Mozart
Pour les articles homonymes, voir Symphonie no 8 et K48 (homonymie).
La Symphonie no 8 en ré majeur, KV 48, a été terminée par Wolfgang Amadeus Mozart le 13 décembre 1768. Elle a été écrite à Vienne, à un moment où la famille était sur le point de rentrer chez elle à Salzbourg. Dans une lettre à son ami à Salzbourg, Lorenz Hagenauer, Leopold Mozart explique le retard : « nous ne pouvions pas conclure nos affaires plus tôt, même si je me suis efforcé sans relâche de le faire ». Le manuscrit de la symphonie no 8 est aujourd'hui conservé à la Staatsbibliothek Kulturbesitz Preusischer à Berlin.

## Instrumentation
| Instrumentation de la symphonie no 8 en ré majeur                    |
| Cordes                                                               |
| premiers violons, seconds violons, altos, violoncelles, contrebasses |
| Bois                                                                 |
| 2 hautbois                                                           |
| Cuivres                                                              |
| 2 cors en ré, 2 trompettes en ré                                     |
| Percussions                                                          |
| timbales (en ré et la)                                               |

L'utilisation de trompettes et de timbales est inhabituelle pour les premières symphonies de Mozart.

## Structure
La symphonie est décrite comme une « œuvre de style cérémonial ».
Elle comprend quatre mouvements :
1. Allegro, en ré majeur, à 
, 93 mesures, 2 parties répétées deux fois (première partie: mesures 1 à 33 se terminant sur l'accord de dominante, seconde partie: mesures 34 à 93) - partition
2. Andante, en sol majeur, à 
, 45 mesures, 2 parties répétées deux fois (première partie: mesures 1 à 16, seconde partie: mesures 17 à 45) - partition
3. Menuetto et trio, en ré majeur (trio en sol majeur), à 
, 24 + 32 mesures - partition
4. Molto allegro, en ré majeur, à 
, 58 mesures, 2 parties répétées deux fois (première partie: mesures 1 à 29, seconde partie: mesures 30 à 58) - partition

Durée : environ 13 minutes
Le premier mouvement commence par des sauts vers le bas chez les violons et se poursuit avec des séries de gammes. Ces séries de figures sont repris alternativement par les cordes et les vents.
Le deuxième mouvement est pour cordes seules et commence par une mélodie simple qui se développe vers la fin.
Le troisième mouvement est un Menuet plein de passages rapides au cordes, et utilise les trompettes et timbales, mais pas au cours du trio.
Le dernier mouvement est une gigue, dont le thème principal ne termine pas de manière usuelle le mouvement.
Introduction de l'Allegro :
La lecture audio n'est pas prise en charge dans votre navigateur. Vous pouvez télécharger le fichier audio.
Introduction de l'Andante :
La lecture audio n'est pas prise en charge dans votre navigateur. Vous pouvez télécharger le fichier audio.
Introduction au Menuetto :
La lecture audio n'est pas prise en charge dans votre navigateur. Vous pouvez télécharger le fichier audio.
Introduction au Molto allegro :
La lecture audio n'est pas prise en charge dans votre navigateur. Vous pouvez télécharger le fichier audio.